# Old Billy

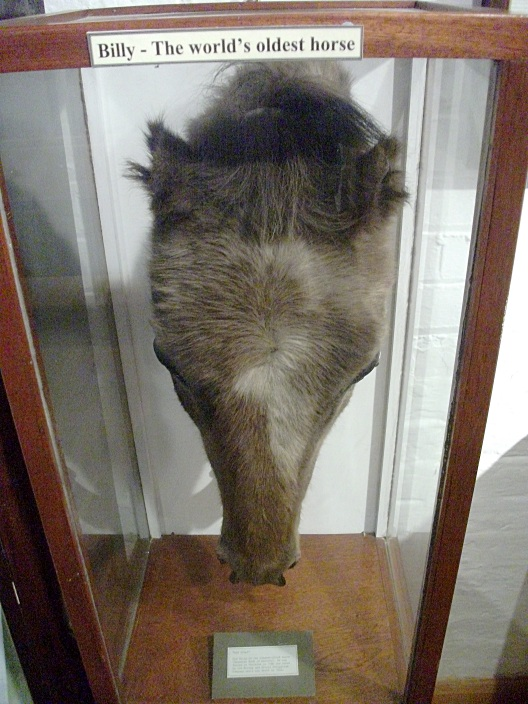
Billys präparierter Schädel im Museum von Bedford

Old Billy (auch Billy Boy oder Billy) war das am längsten lebende Pferd, von dem Kenntnis besteht. Er wurde 62 Jahre alt.
Geboren 1760 in England, arbeitete er als Treidelpferd, das Schiffe Kanäle stromauf und stromab zog. Old Billy soll wie ein großes Cob oder Shire ausgesehen haben. Er war ein Brauner mit einer weißen Blesse. Billy starb am 27. November 1822. Es wurde eine Lithographie publiziert, die Billy mit Henry Harrison zeigt, der das Tier 59 Jahre lang kannte.
Old Billy wurde von dem Künstler Charles Towne gemalt.